# Apple Disk Image
Apple Disk Image – основний формат образу диска, який використовує операційна система MacOS. При відкритті файлу цього формату за допомогою Finder автоматично монтується розділ, який розпізнається як звичайний диск.
Зазвичай файл з Apple Disk Image має розширення *.dmg та MIME-тип application/x-apple-diskimage.
DMG-файл може бути створений або сконвертований з інших форматів образів (наприклад, ISO) за допомогою стандартної утиліти Disk Utility в MacOS. Також можна використовувати утиліту hdiutil з інтерфейсом командного рядка.